# Opuntia dillenii
Opuntia dillenii ist eine Pflanzenart in der Gattung der Opuntien (Opuntia) aus der Familie der Kakteengewächse (Cactaceae). Das Artepitheton dillenii ehrt den deutschen Botaniker Johann Jacob Dillen.

## Beschreibung
Opuntia dillenii wächst strauchig als niedriges Polster oder als großer, stark verzweigter Strauch mit einer Wuchshöhe von 2 bis 3 Metern, der manchmal einen Stamm aufweist. Die umgekehrt-eiförmigen bis länglichen Triebabschnitte besitzen oft wellige Ränder. Sie sind blaugrün, manchmal graugrün und werden 7 bis 40 Zentimeter lang und 6 bis 9 Zentimeter breit. Die etwas erhöhten Areolen tragen zahlreiche, auffallende, gelbe Glochiden. Die 1 bis 5, bis zu 5 Zentimeter langen Dornen, die auch fehlen können, sind sehr variabel. Sie sind für gewöhnlich aufrecht, etwas abgeflacht und gebogen, gelb und manchmal mit braunen Bändern oder gefleckt.
Die variablen, 7 bis 8 Zentimeter langen Blüten sind zitronengelb bis gelborange bis orange, manchmal auch rötlich. Die birnenförmigen bis fast kugelförmigen, violettfarbenen Früchte tragen keine Dornen, sind saftig und 5 bis 7,5 Zentimeter lang. Die Früchte sind essbar.
Die Chromosomenzahl beträgt 2n = 12, 22, 26, 36 oder 40.

## Verbreitung und Systematik
Opuntia dillenii ist sehr weit verbreitet. Das Verbreitungsgebiet umfasst den Südosten der Vereinigten Staaten, Mexiko, Bahamas, Kuba, Kaimaninseln, Jamaika, Dominikanische Republik, Puerto Rico, Jungferninseln, Kleine Antillen, Niederländische Antillen und Ecuador.
Die Erstbeschreibung als Cactus dillenii wurde 1818 von John Bellenden Ker-Gawler veröffentlicht. Adrian Hardy Haworth stellte sie bereits ein Jahr später in die Gattung Opuntia.

## Verwendung

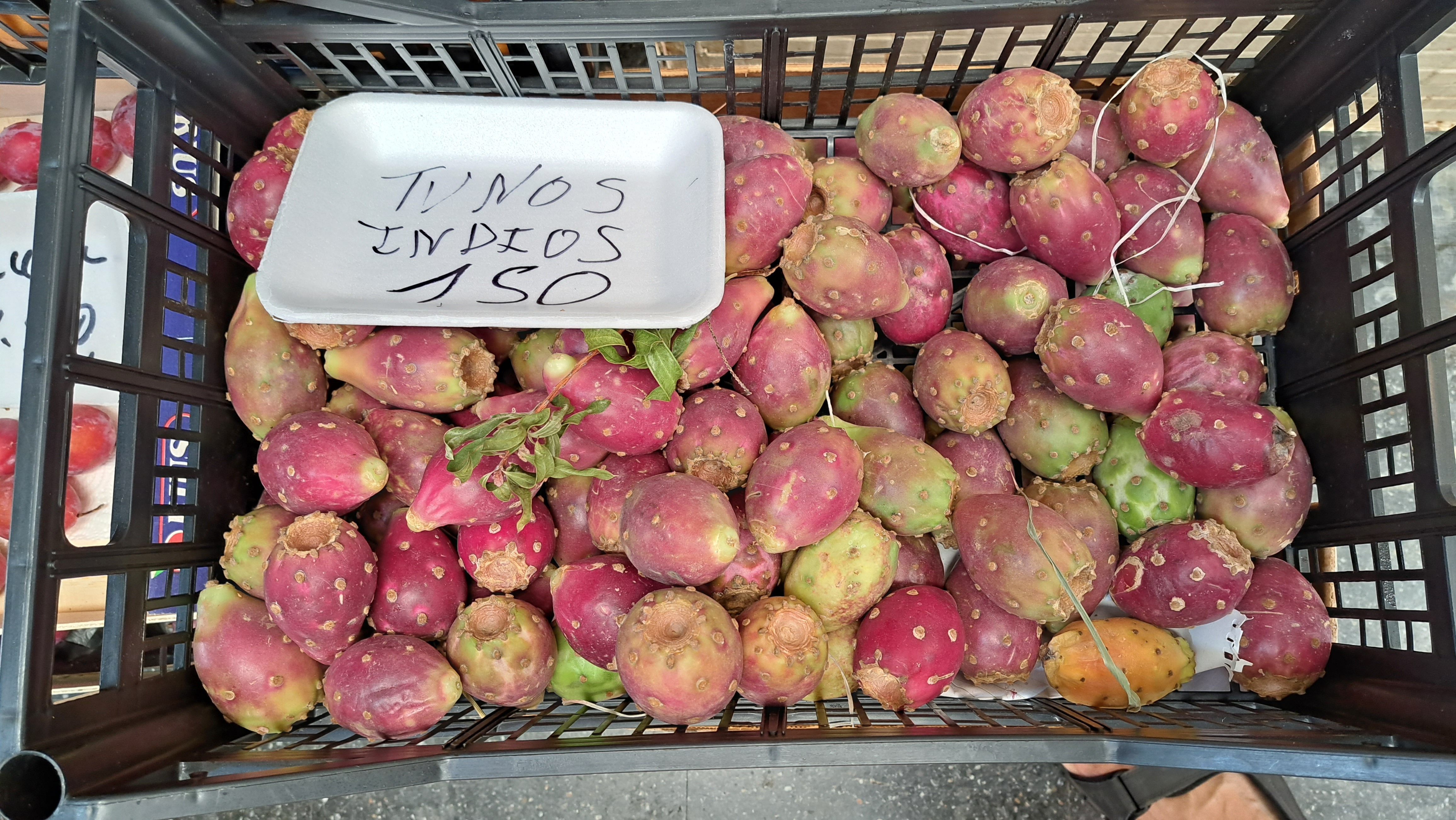
Früchte auf dem Mercado de Veguetta in Las Palmas de Gran Canaria.

Opuntia dillenii wird in Asien für die verschiedensten Zwecke angebaut. In Indien wird sie beispielsweise dazu verwendet um Wunden, Pustel und sogar Syphilis zu behandeln. Bergvölker im Norden von Thailand essen die Triebe roh, stellen Breiumschläge daraus her, trinken sie als Tee gegen Bauchschmerzen und setzen sie bei Problemen mit der Leber und der Milz ein.
Die Früchte werden als Farbstoff eingesetzt um aus Hanffasern gefertigte Seile rot einzufärben. Auf Gran Canaria werden die Früchte als Obst verkauft.

## Nachweise